# (163667) 2002 WC1
(163667) 2002 WC1 es un asteroide que forma parte de los asteroides Amor, descubierto el 22 de noviembre de 2002 por el equipo del Near Earth Asteroid Tracking desde el Observatorio de Haleakala, Hawái, Estados Unidos.

## Designación y nombre
Designado provisionalmente como 2002 WC1.

## Características orbitales
(163667) 2002 WC1 está situado a una distancia media del Sol de 2,583 ua, pudiendo alejarse hasta 4,059 ua y acercarse hasta 1,107 ua. Su excentricidad es 0,572 y la inclinación orbital 4,641 grados. Emplea 1516,17 días en completar una órbita alrededor del Sol.
Los próximos acercamientos a la órbita terrestre ocurrirán el 27 de diciembre de 2031, el 19 de febrero de 2061 y el 2 de enero de 2090.

## Características físicas
La magnitud absoluta de (163667) 2002 WC1 es 19,88. 